# Мелкумян, Тигран Меликсетович
Тигра́н Меликсе́тович Мелкумя́н (Мельку́мов) (15 марта 1902, Мешхед, Хорасан — 4 марта 1974, Москва) — советский учёный-теплотехник, генерал-майор (1949), доктор технических наук (1940), профессор, заслуженный деятель науки и техники РСФСР (1957), лауреат Сталинской премии (1950) и Государственной премии СССР (1968).

## Биография

### Ранние годы
В 1919 году окончил гимназию в Ашхабаде. Участник Гражданской войны на Закаспийском фронте.
Поступил в Бакинский политехнический институт, который с отличием окончил в 1929 году по специальности «инженер-механик моторостроения». По окончании института остался в нём преподавать и возглавил вновь созданное конструкторское бюро моторостроения.

### Научная деятельность
В 1932 году в качестве уже известного специалиста по тепловым двигателям был переведён в Москву, в Научно-исследовательский институт гражданского воздушного флота (НИИ ГВФ), где с до 1939 года руководил моторным отделом. Одновременно начал преподавать в Военно-воздушной инженерной академии им. Н. Е. Жуковского (ВВИА) на кафедре авиационных двигателей. Там он в 1937 году защитил кандидатскую диссертацию по техническим наукам.
В 1940 году Мелькумову была присуждена ученая степень доктора технических наук и звание профессора, он был назначен начальником кафедры теории авиационных двигателей ВВИА. Впоследствии он проработал в этой академии до 1969 года.
Во время Великой Отечественной войны выполнял выполнял работы по освоению новых типов двигателей для фронта. Был командирован на фронт для разрешения проблем, возникающих при эксплуатации различных авиадвигателей, и проведения научных экспериментов.
В 1946 году был назначен (по совместительству, без ухода из академии) заместителем начальника Центрального института авиамоторостроения (ЦИАМ), а через год возглавил институт. В 1951 году ушёл с этой должности по состоянию здоровья.
Ещё работая в НИИ ГВФ, в 1937 году он приступил к разработке авиационного дизельного двигателя малой мощности (четырехтактный, пятицилиндровый звездообразный дизель с воздушным охлаждением Д-II). Двигатель прошел испытания, но в серийное производство запущен не был. 
В стенах ЦИАМ Мелькумов в 1947-1948 годах создал ряд новых тематических лабораторий, связанных с исследованиями реактивных двигателей и их элементов. 
Он участвовал также в разработке сверхзвуковых компрессоров, обеспечивших создание двигателей мощностью 8-10 тыс. л. с. и форсажных двигателей для сверхзвуковой авиации. В 1949 году под руководством Мелькумова были выполнены исследования, показавшие перспективность разработки турбореактивного двигателя (ТРД) с форсажной камерой. По его инициативе совместно с ОКБ им. А. И. Микояна были начаты исследования форсажных камер, завершившиеся созданием первого отечественного ТРД с форсажём ВК-1Ф. За эти работы Мелькумову и сотрудникам лаборатории компрессоров была присуждена Сталинская премия (1950).
За исследования по охлаждению жидкостно-реактивных двигателей криогенными жидкостями Мелькумову и его сотрудникам в 1964 году была присуждена премия имени Н. Е. Жуковского.
После завершения военной службы Мелькумов работал старшим научным сотрудником, профессором Института истории естествознания и техники АН СССР.

### Смерть
Тигран Меликсетович Мелкумян умер 4 марта 1974 года, он похоронен на Новодевичьем кладбище.

## Награды и звания
- Генерал-майор[7]
- Лауреат Сталинской премии (1950) и Государственной премии СССР (1968)[8]
- Заслуженный деятель науки и техники РСФСР (1957)[8]
- Орден Красного Знамени (1950)[7]
- Орден Отечественной войны 2 степени (1944)[7]
- Орден Трудового Красного Знамени
- Орден Красной Звезды (1944 и 1947)[7]
- Орден «Знак Почёта» (1961)[7]
- Медаль «За победу над Германией в Великой Отечественной войне 1941—1945 гг.» (1945)[7]
- Медаль «За боевые заслуги» (1946)[7]
- Премия имени Н. Е. Жуковского (1964)[4]

## Память
- Одной из лабораторий на кафедре теории двигателей ВВИА в 1977 году было присвоено имя Мелькумова[4]